# Skruvgrimmia
Skruvgrimmia (Grimmia funalis) är en bladmossart som beskrevs av Bruch och W. P. Schimper in B.S.G. 1845. Skruvgrimmia ingår i släktet grimmior, och familjen Grimmiaceae. Arten är reproducerande i Sverige. Inga underarter finns listade i Catalogue of Life.